# Golfo di Sovetskaja Gavan'
Il golfo di Sovetskaja Gavan' (in russo Советская Гавань залив?) è un'insenatura situata sulla costa occidentale dello stretto dei Tartari, in Russia. Si affaccia sul mar del Giappone e si trova al confine tra il Vaninskij e il Sovetsko-Gavanskij rajon, nel Territorio di Chabarovsk (Circondario federale dell'Estremo Oriente).

## Geografia
Il suo ingresso è tra la penisola Menšikova (полуостров Меншикова) e capo Putjatina (мыс Путятина), poi si divide in tre bracci di mare: Severnaja, Zapadnaja (Konstantinovskaja) e Jugo-Zapadnaja, a sud, dove sfocia il fiume Bol'šaja Chadja (Большая Хадя). L'insenatura è lunga 11 km e larga, all'ingresso, 2 km, la profondità dell'acqua arriva oltre i 20 m. Il golfo è uno dei migliori porti naturali del mondo ed offre protezione da tutti i venti. Per i suoi parametri, il golfo di Sovetskaja Gavan' è secondo solo alla baia di San Francisco e alla baia dell'Avača. 
Nel golfo si trova la città Sovetskaja Gavan'. Poco a nord della penisola Menšikova si trova il golfo di Vanino.

## Storia
Nel gennaio 1856, durante la guerra di Crimea nel golfo, che si chiamava allora Postovoy ("sentinella"), fu fatta affondare la fregata Pallada della flotta imperiale, al fine di evitare il sequestro della nave da parte delle truppe britanniche. Nel 1963, sulla riva della baia è stato eretto un monumento alla fregata.